# Carl Riha

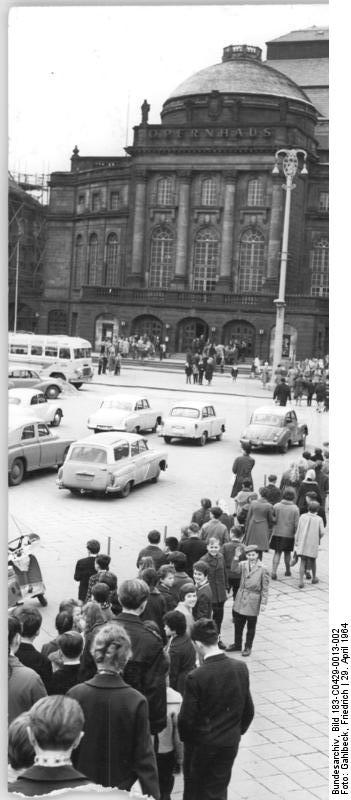
Andrang bei einer Jugendvorstellung zur Zeit von Riha im Opernhaus Karl-Marx-Stadt

Carl Riha (* 25. Jänner 1923 in Wien; † 15. Dezember 2012 in Chemnitz) war ein österreichischer Opernregisseur, der überwiegend in der DDR wirkte.

## Leben und Wirken
Riha studierte am Konservatorium Wien und ab 1952 als Assistent bei Walter Felsenstein Musiktheaterregie.
Riha kam 1945 zunächst an die Bühnen von St. Pölten und 1947 nach Bregenz; anschließend begab er sich nach Deutschland: 1948 zunächst nach Flensburg, dann nach Magdeburg.
Während seiner Assistentenzeit an der Komischen Oper Berlin inszenierte er bereits Albert Lortzings Der Wildschütz.
Anschließend ging er als Operndirektor nach Karl-Marx-Stadt, wo neben ihm als Oberspielleiter auch Harry Kupfer wirkte. In Chemnitz blieb Riha bis zu seiner Verabschiedung in den Ruhestand.
Riha inszenierte sowohl das klassische wie auch das zeitgenössische Repertoire und setzte sich für neue Werke besonders ein, die er u. a. in Brünn, Dresden, Leipzig, Graz und an der Staatsoper Unter den Linden erarbeitete. Er trat auch als Übersetzer und Bearbeiter einer Reihe von Opern auf, darunter Werke von Auber, Cimarosa, Donizetti, Millöcker, Petrow, Prokofieff, Puccini, Smetana und Johann Strauß hervor. Einige seiner Inszenierungen sind vom Fernsehen der DDR aufgezeichnet worden, darunter Rihas Falstaff von Giuseppe Verdi. 1952 schrieb Riha für den Komponisten Otto Mahrenburg das Libretto Das Fräulein aus Potsdam.
1953 gründete Riha das Opernstudio (und die Regieklasse) der Hochschule für Musik in Berlin. Zu Rihas Schülerinnen zählen auch Christine Mielitz sowie die Regisseure Ehrhard Warneke (Weimar), Andreas Baumann (Dresden) und Klaus Harnisch (Berlin).
Rihas Inszenierung von Puccinis Tosca stand von 1976 bis 2014 in der Staatsoper im Schillertheater Berlin auf dem Programm. Riha war mit der Sopranistin Ursula Handrick verheiratet.

## Auszeichnungen
- Nationalpreis der DDR III. Klasse für Kunst und Literatur (1963)
- Orden Stern der Völkerfreundschaft in Gold (1983)
- Österreichisches Ehrenkreuz für Wissenschaft und Kunst

## Schriften
- Carl Riha: Zur Interpretation der "Verkauften Braut". In: Jahrbuch der Komischen Oper. Bd. 7, S. 207–215.
- Carl Riha: Werkstatt-Tage des Musiktheaters Die Lust zur Verantwortung. Gedanken zum Ensemble im Musiktheater. In: Theater der Zeit. Heft 2, 1982, S. 20–23.
- Carl Riha: Gedanken zur Musiktheater-Werkstatt '89 von Siegfried Matthus, Gerhard Müller, Kurt Dietmar Richter, Siegfried Böttger, Günter Rimkus, Carl Riha, Heinrich Wieberneit. In: Theater der Zeit. Heft 5, 1989, S. 9ff.
- Carl Riha: Im Dialog mit dem Publikum Gespräch mit Gerhard Meyer, Hartwig Albiro, Carl Riha und Dieter Görne (Karl-Marx-Stadt). Aufgezeichnet von Ingeborg Pietzsch von Dieter Görne, Hartwig Albiro, Ingeborg Pietzsch, Carl Riha, Gerhard Meyer. In: Theater der Zeit. Heft 4, 1980.